# St.-Petri-Kirche (Bad Pyrmont)

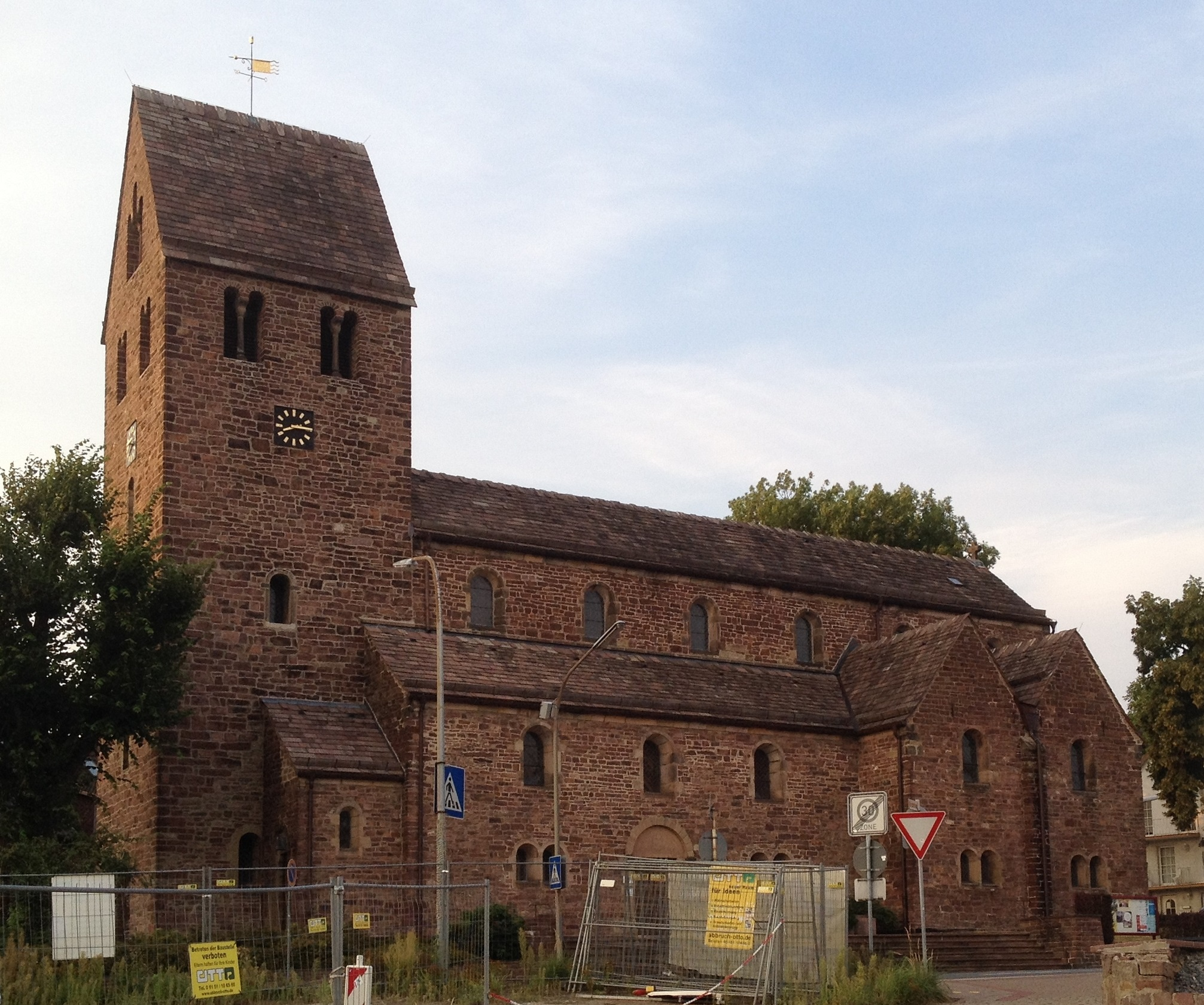
Bad Pyrmont, St.-Petri-Kirche

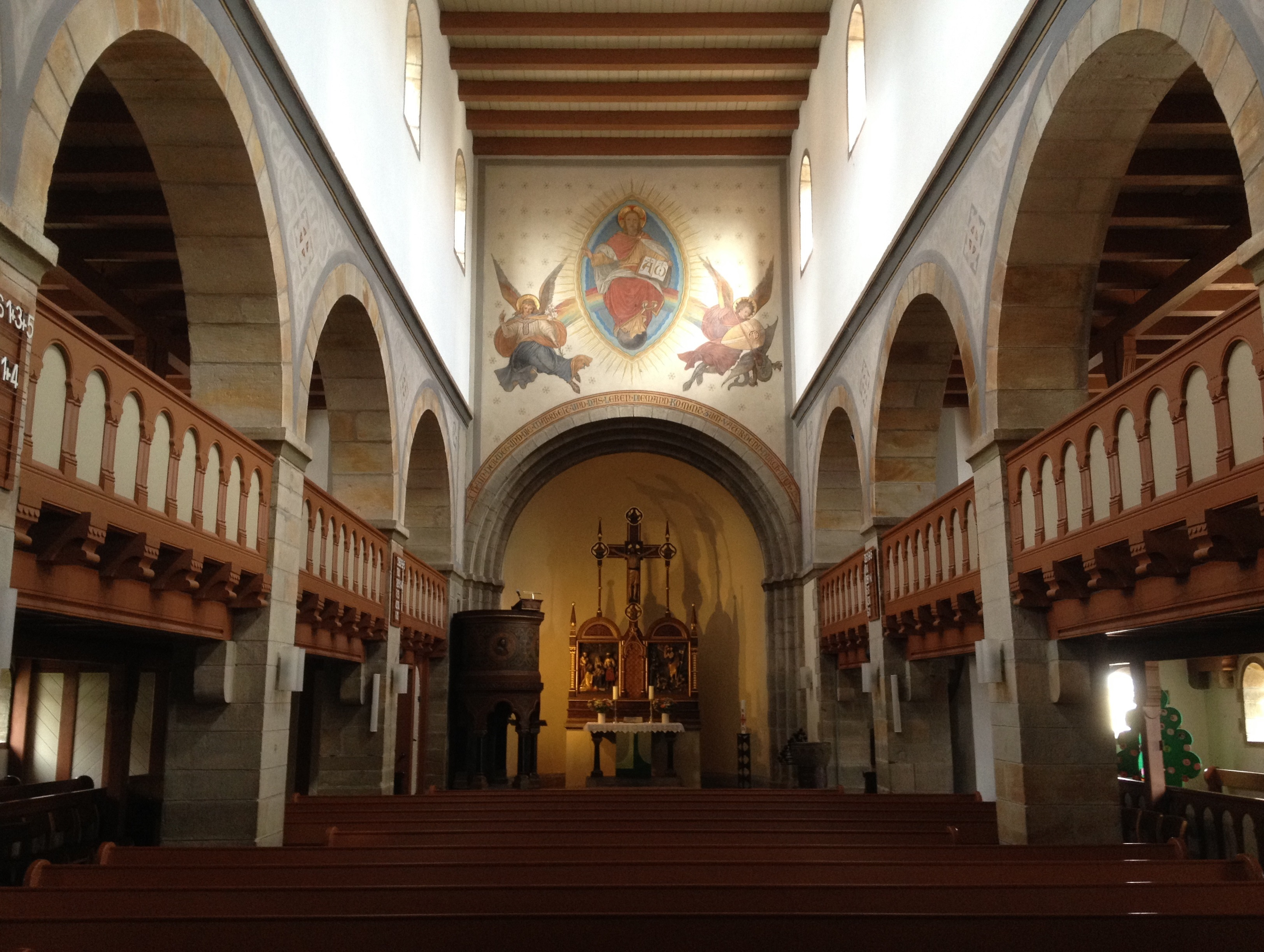
Innenraum

Die St.-Petri-Kirche ist eine evangelisch-lutherische Kirche in Bad Pyrmont im niedersächsischen Landkreis Hameln-Pyrmont. Sie ist die historische Pfarrkirche des einstigen Dorfes Oesdorf. Ihre Gründung wird ins 11. Jahrhundert datiert. Der heutige Bau wurde 1880 nach Plänen von Conrad Wilhelm Hase errichtet.

## Geschichte

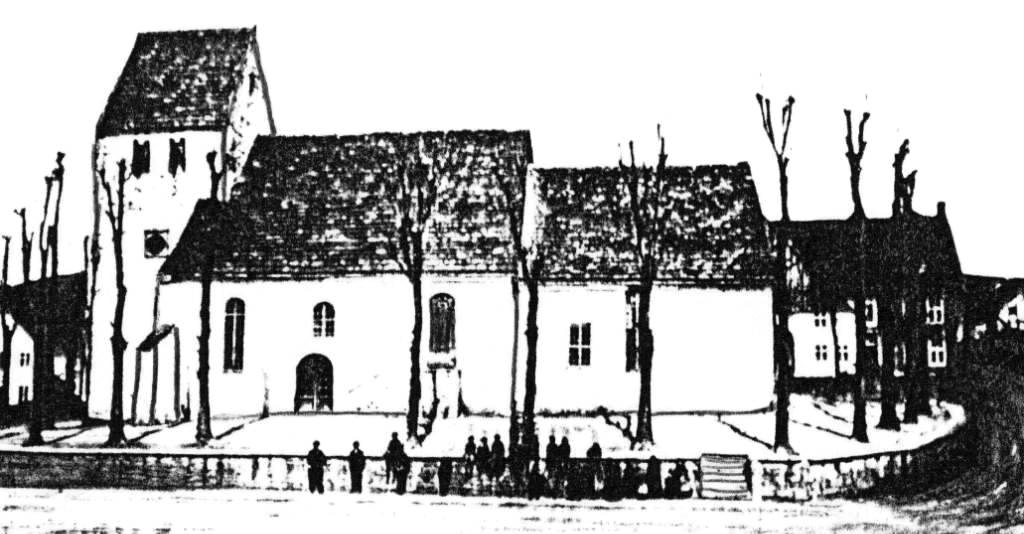
Oesdorfer Kirche vor 1880

Die Oesdorfer Kirche ist in zwei Schenkungsurkunden von 1052 und 1076 erstmals bezeugt. Im Mittelalter gehörte sie zum Archidiakonatsbezirk von St. Marien in Steinheim. 1552 wurde der erste lutherische Pfarrer eingesetzt.
Bei einem verheerenden Dorfbrand im Jahr 1667 wurde auch die Kirche bis auf den Turm vernichtet. Der Wiederaufbau erfolgte als schlichte Saalkirche.
Bauschäden und Bevölkerungswachstum führten in den 1870er Jahren zum Beschluss eines Neubaus unter Einbeziehung geringer Reste der Vorgängerkirche, vor allem des romanischen Turms. Conrad Wilhelm Hase, einer der führenden Architekten des Historismus, schuf dafür einen seiner wenigen neuromanischen Entwürfe in Anknüpfung an die alte Oesdorfer Kirche und im Kontrast zur kurz zuvor erbauten neugotischen Christuskirche von August Orth. 
1921 wurde im Rahmen einer Erneuerung des Geläuts auch der nicht mehr tragfähige alte Turm abgetragen und durch den höheren Neubau ersetzt, in dem die originalen romanischen Mittelsäulen der Schallöffnungen wiederverwendet wurden.

## Baugestalt
Hase konzipierte den Bau als streng romanische Basilika aus unregelmäßig behauenem rötlichem Naturstein. Mittelschiff und Seitenschiffe schließen mit flachen Balkendecken. Vor der halbhohen Rundapsis im Osten erweitert sich das Langhaus über zwei Joche querhausartig. Seitenschiffe und Querarme durchziehen hölzerne Emporen.

## Ausstattung
In das Altarretabel integrierte Hase zwei ältere Relieftafeln, eine Anbetung der Könige und eine Auferstehung Christi. Die Hochwand über der Apsis zeigt eine Darstellung Christi als Pantokrator in der Mandorla, flankiert von den Erzengeln Gabriel mit der Lilie der Verkündigung und Michael als Sieger über den Drachen.
Die Janke-Orgel von 1977 umfasst 30 Register auf drei Manualen und Pedal.